# 黑龙江朝鲜语广播
黑龙江朝鲜语广播（中国朝鲜语：／）是黑龙江广播电視台旗下的一条广播频道，同时也是中华人民共和国第一条朝鲜语广播频道。于1963年启播。